# Serafin Szota
Serafin Szota (Namysłów, 4 marzo 1999) è un calciatore polacco, difensore dello Śląsk Breslavia.

## Caratteristiche tecniche
È un difensore centrale.

## Carriera

### Nazionale
Con la nazionale Under-20 polacca ha preso parte al campionato mondiale di calcio Under-20 2019.